# Cosmétique

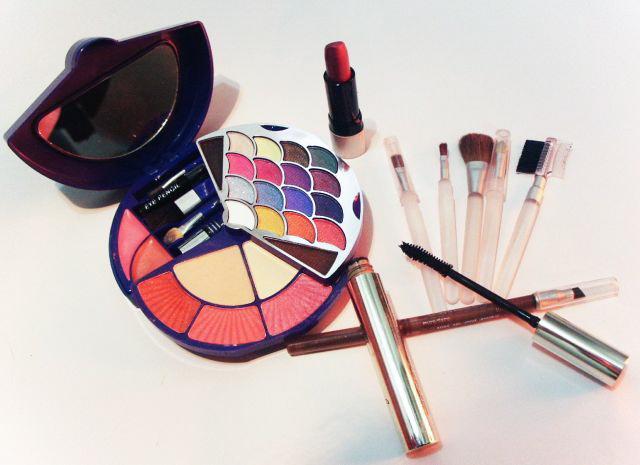
Produits cosmétiques

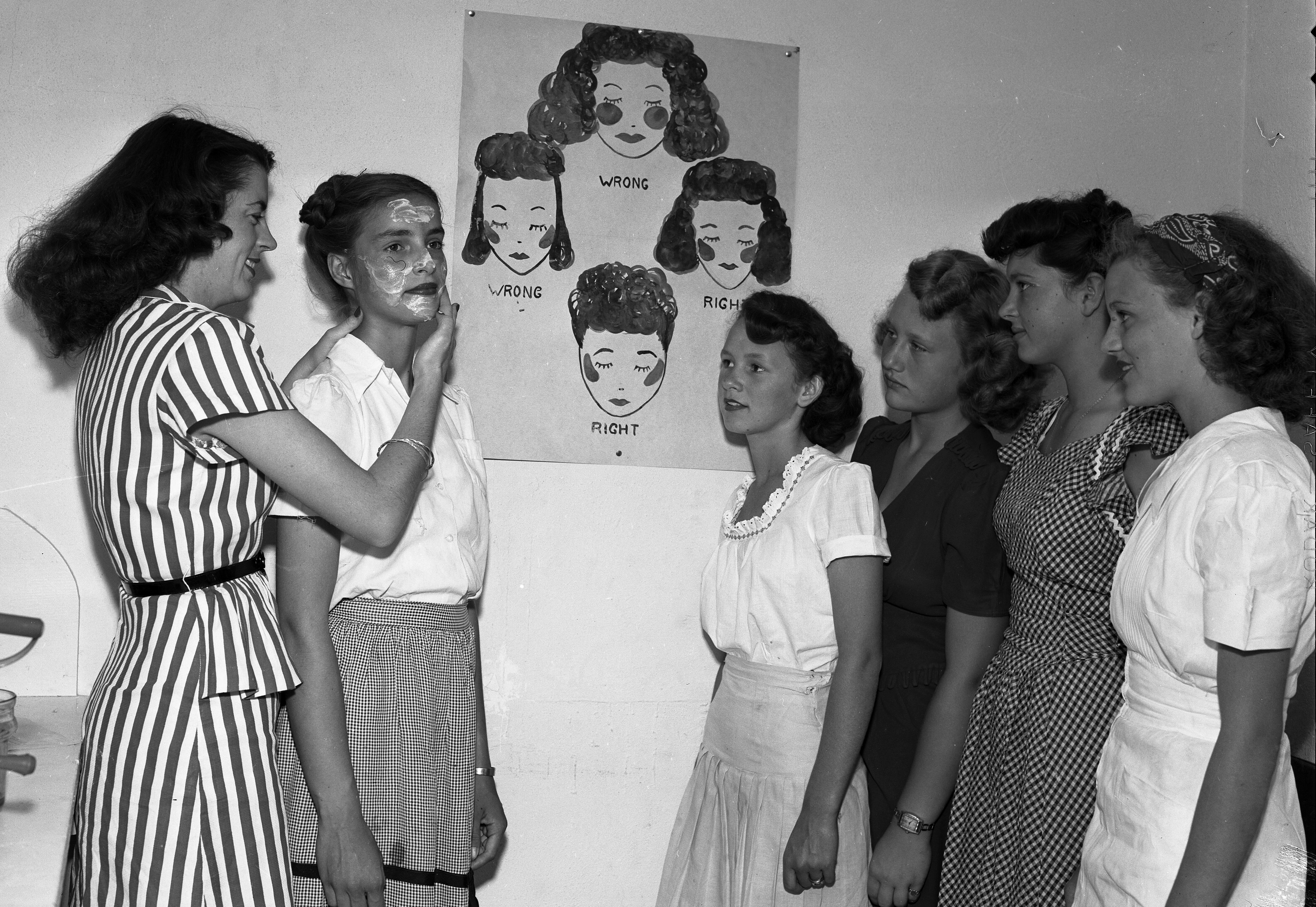
Classe d'esthéticiennes, États-Unis, 1946

Les cosmétiques englobent une vaste gamme de produits destinés à embellir, protéger ou modifier l'apparence des parties superficielles du corps humain, tels que la peau, les cheveux, les ongles et les lèvres, sans en altérer la nature intrinsèque. 
Historiquement, leur utilisation remonte à l'Antiquité, avec des civilisations comme les Égyptiens et les Sumériens qui en faisaient déjà usage. En Europe, le maquillage devient populaire après les croisades, et dès le XVIIIe siècle, il s'intègre dans toutes les classes sociales.

## Étymologie
Cosmétique est issu du grec kosmeo signifiant en français : « je pare, j'orne »[réf. souhaitée]. 
Le concept de cosmétique s'enracine dans l'histoire et la langue grecques, avec le terme κοσμητικὴ τέχνη (kosmetikē tekhnē), traduit par « technique de l'habillement et de l'ornement ». Dérivé de κοσμητικός (kosmētikos), « habile à ordonner ou à arranger », et de κόσμος (kosmos), le mot « cosmétique » désigne l'intention de rehausser et d'orner le corps humain de manière harmonieuse, tout en préservant sa nature essentielle.

## Définition
Selon la définition en France, un produit cosmétique est toute substance ou mélange destiné à être mis en contact avec les parties superficielles du corps humain (l’épiderme, les systèmes pileux et capillaire, les ongles, les lèvres et les organes génitaux externes) ou avec les dents et les muqueuses buccales. Son objectif principal est de nettoyer, parfumer, modifier l’aspect, protéger, maintenir en bon état, ou corriger les odeurs corporelles, ce qui distingue les cosmétiques des complément alimentaires. Néanmoins, certains aliments comme l'huile d'olive ou le miel sont parfois utilisés comme ingrédients cosmétiques, soulignant la diversité des composants possibles tout en respectant leur utilisation spécifique.
La définition européenne des cosmétiques n'est pas la même que la définition de la FDA.

### Sont des cosmétiques
- les produits d'hygiène : démaquillant, dentifrice, déodorant, gel douche, gel nettoyant intime, savon, shampoing, bain de bouche
- les produits de soin visage : crème antirides, crème de jour, crème de nuit, crème hydratante, eau florale, gommage, lait, masque de beauté, baume à lèvres, tonique, sérums…
- les produits capillaires : après-shampooing, défrisant, gel, huile, laque, masque, teinture,
- les produits de maquillage : anti-cerne, autobronzant, ligneur (eyeliner), fard, fond de teint, khôl, mascara, poudre, produit pour blanchir la peau, rouge à lèvres, gloss, vernis à ongles, highlighter
- les parfums : eau de Cologne, eau de toilette, parfum, eau de parfum
- les produits solaires : crèmes, huiles ou lotions après-soleil et solaires
- les produits pour le rasage et les produits dépilatoires : après-rasage, crème dépilatoire, mousse à raser
- les préparations pour bains et douches : bain moussant, huile de bain, sels de bain
- les produits de soin corps : huile, lait, gommage, crème pour le corps hydratante, crème pour les mains.

### Ne sont pas des cosmétiques
- un cosmétique ne soigne pas, ce n'est pas un produit thérapeutique et médicamenteux. Les médicaments doivent obtenir une autorisation de mise sur le marché et prouver leur efficacité par des tests, mais les cosmétiques sont utilisés à des fins superficielles.
- les produits alimentaires : la cosmetofood, la cosmétique alimentaire, appartient à la pharmacopée pour certains mais pour d'autres à la cosmétique dans ce cas la séparation entre ces deux univers est floue.

## Caractéristiques des cosmétiques
Quelles que soient leurs formes (crèmes, gels, émulsion, etc.), les cosmétiques ont généralement tous la même structure :
- un ou plusieurs principes actifs : substances actives qui assurent l'efficacité du produit. Le terme principe actif est couramment utilisé même si l'expression principe actif est normalement réservée aux médicaments.
- un excipient chargé de transporter les principes actifs.
- des additifs : adjuvants (pour parfumer, faire mousser, etc.), conservateurs notamment parabènes, colorants, antioxydants, émulsifiants, stabilisateurs de pH, tensioactifs, agents de contrôle de la viscosité, etc.

Finalement, un cosmétique peut facilement contenir une vingtaine d'ingrédients, choisis parmi les 8 000 ingrédients cosmétiques référencés.
Les différents ingrédients peuvent être d'origine végétale (lavande, amande douce, etc.), animale (suif, etc.), minérale (paraffine, argile, silicium organique, etc.) ou encore de synthèse (silicone, parfum synthétique, etc.).
Les fabricants de produits cosmétiques ont l'obligation de documenter, par les essais et études appropriés, les revendications figurant sur leurs notices ou emballages et dans la publicité concernant l'activité du produit (anti-ride, hydratant, amincissant, etc.).

## Cosmétiques naturels
On[Qui ?] a vu se développer récemment[Quand ?] des produits cosmétiques « Bio » ou « Naturel ». Les caractéristiques permettant l'utilisation de ces qualificatifs ont fait l'objet de longues discussions. L'appellation « Bio » est réservée à des produits cosmétiques dont les ingrédients sont issus de l'agriculture biologique. Elle fait l'objet de certifications délivrées par diverses organisations privées (ECOCERT en France, SOIL Association, BDIH, AB, etc.), utilisant chacune leur référentiel d'évaluation du produit et de ses ingrédients.
Les cosmétiques dits « naturels », sans définition précise, correspondent en général à des formulations exemptes d'ingrédients d'origine pétrochimique. La revendication « naturel » ou la certification « Bio » portent sur l'origine des ingrédients utilisés et leur traçabilité. Bien que la dénomination « d'origine naturelle » soit encadrée par des normes, certaines marques basent leur stratégie de communication sur cet argument, sans le respecter entièrement pour autant. Il est donc important d'évaluer la composition des produits afin de s'assurer que la formulation soit réellement d'origine naturelle. Elle n'apporte à elles-seules aucune garantie sur la sécurité ou l'efficacité du produit. Certains ingrédients d'origine minérale, végétale ou animale subissent des transformations qu'on[Qui ?] peut qualifier de chimiques[pourquoi ?]. 
La tendance depuis 2010 est au développement des parfums dits biologiques ou naturels. L'organisation Ecocert certifie des eaux de toilette et des eaux de parfums : ainsi les ingrédients doivent répondre à une charte très stricte interdisant notamment les phtalates utilisés dans l'industrie chimique de la parfumerie classique.
La cosmeto-food est une technique cosmétique qui consiste à exploiter les bienfaits des fruits, légumes, épices et autres ingrédients dans des soins beauté, mélangés à des huiles naturelles (huile d'amande douce, huile d'argan, huile d'olive...). Cette technique présente notamment l’avantage de ne contenir aucun produit de synthèse. Les ingrédients utilisés sont frais car souvent issus de producteurs locaux, et respectent le rythme des saisons, pour garantir l'efficacité des molécules et ne pas être trop gorgés d'eau[réf. nécessaire].
La technologie WPE (en anglais : Water Plant Emulsion) est un procédé permettant de créer une émulsion à partir de substances non miscibles. Cette émulsion utilise des éléments 100 % naturels afin de créer un produit fluide, non visqueux et non collant avec des principes actifs répartis de façon homogène afin de renforcer leur effet.

## Histoire
Dès le premier siècle, Néron et Poppée utilisaient la céruse (carbonate de plomb très toxique) et la craie pour blanchir leur peau, et le khôl, aussi à base de plomb toxique, pour souligner leurs yeux, employant parfois du rouge contenant du cinabre toxique pour leurs lèvres et leur teint. Cette utilisation ancienne des cosmétiques, remontant aux civilisations égyptienne et sumérienne, s'est prolongée en Europe jusqu'au Moyen Âge, marquée par le blanchiment du visage et le rougissement des joues.
Les cosmétiques, initialement vendus en boutiques et pharmacies comme produits de luxe et d'amélioration de l'hygiène, sont devenus accessibles à toutes les classes sociales après les croisades. La commercialisation s'est diversifiée au XVIIIe siècle, intégrant la vente à domicile et l'événementiel, malgré des coûts souvent plus élevés. Les vendeurs spécialisés, appréciés des élites, offraient des produits de qualité, laissant une empreinte durable sur certaines marques prestigieuses.
La fin du XIXe et le début du XXe siècle ont vu une expansion notable de l'industrie cosmétique, portée par des figures telles qu'Elizabeth Arden, Helena Rubinstein, et Estée Lauder. Cette époque a établi les bases d'une industrie qui, par le milieu du XXe siècle, a largement intégré les cosmétiques dans la vie quotidienne des femmes de presque toutes les sociétés industrielles, devenant un secteur générant des milliards de dollars au début du XXIe siècle.
Chronologiquement on parle de cosmétique (esthétique & cosmétique)[pas clair]. La dermo cosmétique appartient au domaine de l'esthétique cosmétique, à la dermatologie, que l'on trouve en parapharmacie ou grandes surfaces, avec comme couleur symbolique le vert et blanc, et on parle de médicament par prescription (ordonnance) pour une maladie (médecine). Dans l'Antiquité, il n'y avait pas de distinction entre toutes ces professions[Lesquelles ?], elles appartenaient à la médecine. L'origine des cosmétiques et des parfums, ainsi que la science appartenaient à la médecine[pas clair]. Au fur et à mesure de l'histoire il y a eu une séparation et une distinction des professions[Lesquelles ?].

## Industrie
En 2020, les dix entreprises qui dominent le marché de la beauté sont : 
1. L'Oréal
2. Unilever
3. Procter & Gamble
4. Estée Lauder
5. Shiseido
6. Beiersdorf
7. LVMH
8. Kao Corporation
9. Coty
10. Johnson & Johnson

Dans l'économie de la France, les parfums et cosmétiques sont en 2021 le troisième principal contributeur en positif du solde commercial de ce pays (+ 13 milliards d'Euro), derrière celui des boissons (+ 14,6 Md€) et de l’aéronautique civile (+ 15,5 Md€) et devant les matériels de guerre et produits liés (+ 10,2 Md€).

## Législation et sécurité
Le domaine des cosmétiques est régi par une législation relevant en Europe autrefois de la Directive européenne 76/768/CEE amendée sept fois depuis 1976, et maintenant du Règlement (CE) no 1223/2009 applicable dans tous les pays membres de l'Union européenne). Elle dresse une liste positive pour l'utilisation des colorants, conservateurs et filtres solaires ainsi qu'une liste négative (substances interdites) contenant, entre autres, les substances CMR (Cancérigène Mutagène Reprotoxique). L'annexe 1 du Règlement exige un dossier de sécurité pour chaque produit cosmétique.
En Europe, la sécurité des produits cosmétiques et de leurs ingrédients est surveillée par le SCCS (en anglais : Scientific Committee for Consumer Safety), instance rattachée à la Commission européenne pour l'évaluation scientifique de la sécurité des produits de consommation. Elle évalue toutes les nouvelles données scientifiques susceptibles de concerner les produits cosmétiques. Elle émet également des recommandations en vue d'adapter le Règlement à ces nouvelles données. Par ailleurs, le Règlement a institué le système de « cosmétovigilance » permettant de recenser rapidement toute information relative à d'éventuels effets indésirables liés à l'utilisation des produits cosmétiques.
Certains cosmétiques provoquent parfois des réactions directes ou secondaires chez certaines personnes allergiques ou s'étant sensibilisées à un des ingrédients du produit, sans parfois que cela puisse être anticipé à partir de données de sécurité disponibles en raison de la faiblesse numérique de la population concernée par les premières études. C'est pourquoi la réglementation oblige les fabricants à indiquer sur l'emballage ou étiquette de leur produit, outre leur nom et adresse, la liste complète des ingrédients dont la présence de certaines substances naturelles réputées allergènes.
Les produits cosmétiques mis sur le marché sont soumis aux contrôles permanents[réf. nécessaire] des autorités, notamment en France de la Direction Générale de la Concurrence, de la Consommation et de la Répression des Fraudes (DGCCRF) et de l'Agence nationale de la santé et du médicament (ANSM) afin de retrouver la traçabilité, du fabricant, du labo, des ingrédients, et des pourcentages, les examens d'efficacité…, ceci est une protection pour le consommateur en cas de problème, ou d'allergie avec un produit cosmétique.
En matière de protection de l'environnement, les exigences du règlement REACH (sur l'enregistrement, l'évaluation, l'autorisation et les restrictions des substances chimiques), mais ce dernier, entré en vigueur le 1er juin 2007 ne concerne que les substances produites en grandes quantités, et exclut les nanoproduits. Tous les autres ingrédients utilisés pour la fabrication de produits cosmétiques sont concernés, ce qui restreint l'emploi de substances susceptibles de nuire à l'environnement, dont celles qui sont peu biodégradables[réf. souhaitée].

## Santé et environnement
Divers indices laissent penser[évasif] que certains composants cosmétiques pourraient avoir un effet de perturbateur endocriniens, voire pourraient augmenter le risque d'avortement spontané pour les esthéticiennes qui sont en contacts plus fréquents avec eux[réf. nécessaire].
Pour être commercialisé et librement utilisé, un cosmétique ne devrait pas nuire à l'environnement ni à la santé, or plusieurs composants de cosmétiques qui ont été fréquemment utilisés dans ces produits (traditionnels ou industriels) et parfois le sont encore sont des perturbateurs endocriniens (actifs à faible dose), des produits toxiques (comme dans certains kohls traditionnels) et il semblerait y avoir une relation, pour une équipe de chercheurs polonais, entre la fréquence d'utilisation d'un produit cosmétique et le risque de cancer du sein (qui tend à augmenter non seulement au stade post-ménopausique, mais aussi chez les très jeunes femmes).
Diverses substances toxiques (plomb, certains éthers de glycols) sont maintenant interdites dans la plupart des pays, et les fabricants effectuent des tests de tolérance des cosmétiques pour éliminer les produits toxiques, allergènes, photosensibilisants, etc. de leurs gammes de produits. L'oxyde d'éthylène, utilisé dans certains cosmétiques a été classé cancérigène et mutagène (avec « des preuves suffisantes de cancérogénicité pour le cancer du sein ») et divers xénoestrogènes sont soupçonnés de pouvoir contribuer au risque de cancers dits « hormonaux » (cancer du sein, des testicules, de la thyroïde…) dont les parabens, sels d'aluminium, phtalates, ou le bisphénol A. Les effets synergiques des mélanges de ces produits chimiques (effet cocktail) sont encore difficiles à cerner, d'autant qu'ils se combinent aux effets d'autres facteurs environnementaux (dont l'exposition au soleil ou aux UV artificiels), d'éventuelles prédispositions génétiques et du vieillissement de la peau et de l'organisme.
En 1994, une étude américaine a porté sur le taux de fausses couches chez des femmes nord-américaines (de Caroline du Nord), de 22 à 36 ans, ayant travaillé dans le domaine de la cosmétique, coiffure ou soins aux ongles durant leur grossesse. Sur 8 356 femmes ayant une licence en cosmétologie, ils ont identifié celles qui ont été enceintes entre 1983 et 1988 (64 % ont accepté de répondre à deux enquêtes par questionnaires écrits). L'étude a porté sur 96 femmes ayant connu un avortement spontané et 547 ayant eu un bébé viable et qui ont travaillé à temps plein en cosmétologie ou dans d'autres emplois durant le 1er trimestre de leur grossesse. L'étude a montré une association statistiquement significative entre avortement spontané et le nombre d'heures travaillées par jour en cosmétologie, le nombre de soins aux cheveux effectués sur des clients par semaine, l'utilisation de désinfectants à base de formaldéhyde et le fait de travailler dans des salons de manucure, où des soins aux ongles étaient prodigués par d'autres employés. L'étude n'a par contre pas trouvé de corrélations très significatives pour le personnel à temps plein qui effectuait peu de soins aux cheveux, ou parmi les personnes qui travaillaient moins de 35 heures par semaine, ce qui laisse penser que les produits utilisés pour les soins aux cheveux (en anglais : chemical services) pourraient affecter la santé reproductive, peut-être via des effets de perturbation endocrinienne.
Ces dernières années[Depuis quand ?], c'est le « Paraben » qui était utilisé comme conservateur (bactéricide) dans presque tous les produits cosmétiques (voir dossiers Afssaps[réf. souhaitée]) ou formules en cosmétologie. Il existe plusieurs types de parabens, mais le plus nocif a été interdit et/ou retiré de nombreuses formulations car perturbateur endocrinien voire potentiellement cancérigène. Ceci est devenu un argument de vente dans le marketing de produits cosmétiques dits « Sans Paraben », etc. Les consommateurs, très avertis et très regardant sur les produits naturels, contestaient les Parabens nuisibles pour leur santé[réf. souhaitée].

## Critiques et controverse

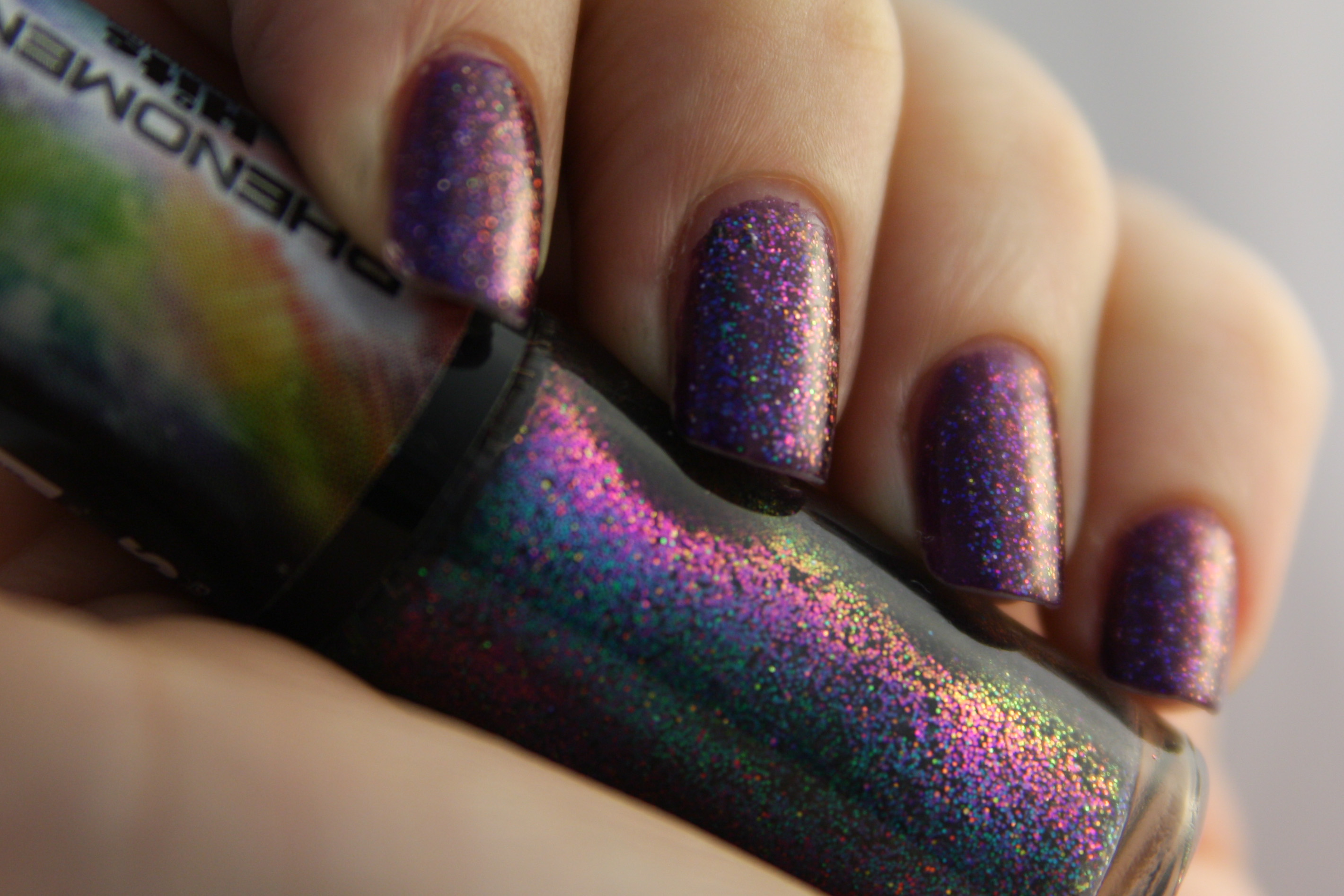
Paillettes plastique (Glitter) colorant un vernis à ongles

Au XXe siècle, la publicité et la presse féminine ont considérablement favorisé le commerce et la popularité des cosmétiques. Dans les pays riches, certains cosmétiques sont utilisés par des jeunes filles et parfois jeunes garçons à un âge de plus en plus jeunes (chez les bébés parfois), et de plus par les personnes âgées. Les produits et accessoires de démaquillage, solvants à ongle pouvant avoir des effets sur la santé, ont suivi ce marché. Quand un segment du marché est en perte de vitesse, les industriels inventent de nouveaux produits fluo, intégrant des paillettes, ou ayant un goût (pour les rouges à lèvres par exemple). Par la publicité et des conditionnements étudiés, ils cherchent à conquérir un public plus jeune et plus âgé (avec les produits dits anti-âge, anti-vieillissement)…
Des critiques à l'égard des cosmétiques semblent avoir depuis longtemps existé. Elles émanent de certains moralistes et religieux (Chrétiens, mormons, Musulmans…) notamment, mais aussi au XXe siècle de divers groupes (hippies, féministes ou d'activistes défenseurs des animaux (utilisés pour les tests sur animaux d'allergie en laboratoires ou tués pour leur graisse (graisse de baleine ou de phoque autrefois utilisées pour les rouges à lèvre par exemple)))[style à revoir] et d'une partie du public des ONG ou de grandes ONGE comme Greenpeace qui dans le cadre de sa campagne éco-consommation/Vigitox, inquiètes[style à revoir] de la teneur en de nombreux produits chimiques toxiques ou potentiellement toxiques ou allergènes ou perturbateurs endocriniens de la plupart des cosmétiques, dont dérivés du pétrole, sodium lauryl sulfate (SLS), et parabens. 
Greenpeace reproche notamment aux autorités de santé de ne pas tenir compte des synergies entre produits chimiques (« effet cocktail»), ni de « la complexité des voies d’exposition, en particulier par contamination de l’environnement ou transfert de la mère à l’enfant lors de la grossesse ou de l’allaitement » ni du « fonctionnement de certains cancérogènes, ou de ces substances qu’on appelle « perturbateurs hormonaux » » (…) « De plus, aucune indication ne lui est donnée sur la possible toxicité des ingrédients utilisés. Le consommateur n’a donc aucun moyen d’évaluer la « dangerosité » du produit qu’il achète ». 
L'ONG a interpellé les fabricants par écrit en leur demandant quelle était leur politique concernant certains produits fréquemment présents dans les cosmétiques et en particulier ceux qui figurent dans la liste de la convention OSPAR (Oslo Paris) qui a dressé une liste de substances persistantes, bioaccumulables et toxiques (PBT) à éliminer en priorité pour la protection de l’environnement marin Atlantique ;
- Dibenzodioxines polychlorées (PCDD)
- Dibenzofuranes polychlorés (PCDF)
- Biphényles polychlorés (PCB)
- Hydrocarbures aromatiques polycycliques (HAP)
- Pentachlorophénol (PCP)
- Paraffine chlorée à chaîne courte (SCCP)
- Isomères de l’Hexachlorocyclohexane (HCH)
- Mercure et composés organomercuriels
- Cadmium
- Plomb et composés organiques du plomb
- Composés organoétains
- Nonylphénol / Ethoxylates de nonylphénol (NP/NPE)

…et substances assimilées
- Musk xylène
- Retardateur de flamme au brome

Substances ne figurant pas dans la liste OSPAR, mais soupçonnées de poser des problèmes de santé environnementale
- Les phtalates, dont
- Dibutylphtalates (DBP)
- Diéthylhéxylphtalates (DEHP)
- Les autres muscs synthétiques nitrés
- les muscs polycycliques
- Les autres phtalates
- Les autres éthoxylates d'alkylphénol
- Le bisphénol A (fortement suspecté d'être un perturbateur endocrinien)
- Le PVC des contenants

De nombreuses études publiées mettent en cause l'innocuité des surfactants.
- Le sodium lauryl sulphate (SLS) dont on sait au moins depuis le début des années 1980 qu'il cause notamment des irritations de la peau et des dermatites[17],[18],[19],[20],[21].
- Les Parabens sont aussi des irritants de la peau et sources de dermatite de contact chez les individus ayant développé une sensibilité allergique au paraben (faible pourcentage de la population)[22]. L'expérimentation animale a aussi montré que les parabènes ont une activité œstrogènique, agissant comme xénoestrogènes[23].
- L'utilisation prolongée de maquillage a également été liée à l'amincissement des cils[24].
- Des fragrances synthétiques sont largement utilisées dans les produits de consommation, dont certains peuvent provoquer des réactions allergiques[25].

Enfin, les compagnies produisant des cosmétiques sont périodiquement critiquées pour l'utilisation d'arguments pseudoscientifiques non basés sur des preuves scientifiques,, souvent conjointement à des allégations environnementales émaillant leurs étiquettes, publicités et discours marketing présentant leurs produits comme naturels, issus de l'artisanat ou de la tradition ou au contraire de « technologies de pointe », alors qu'ils contiennent surtout des produits courants issus de la chimie de synthèse.

## Nanomatériaux
Alors qu'il n'existait pas encore de définitions normées, dans l'Union européenne, en 2007, le comité scientifique pour la sécurité des consommateurs a produit une première définition des nanoparticules, : 
« particules ayant au moins une dimension à l’échelle nano (une dimension < 100 nanomètres). Les nanoparticules se distinguent selon 2 groupes :
i) solubles et /ou dégradables lorsqu’elles sont appliquées sur la peau (liposomes, microémulsions, nanoémulsions) et
ii) les particules insolubles (TiO2, fullerènes, quantum dots), des nanomatériaux : matériaux ayant une ou plusieurs dimensions externes ou structure interne à l’échelle nano, qui pourrait lui conférer de nouvelles propriétés par rapport au même matériau sans caractéristiques nano ».
Plus tard, l'ICCR (en anglais : International Cooperation on Cosmetic Regulation, 2010) précisera dans un rapport les critères et méthodes de détection des nanomatériaux dans les produits cosmétiques. Ce rapport présente également la définition des nanomatériaux dans les produits cosmétiques : 
« une substance utilisée dans un cosmétique est considérée comme étant un nanomatériau s'il s'agit d'un ingrédient insoluble, délibérément fabriqué, dont au moins une dimension est de l'ordre de 1 à 100 nanomètres dans la formulation finale, qui est suffisamment stable et persistant dans un milieu biologique pour permettre une interaction éventuelle avec des systèmes biologiques ».
En 2009, le Règlement Cosmétique donne une définition juridique du nanomatériau :
« un nanomatériau est un matériau insoluble ou bio-persistant, fabriqué intentionnellement et se caractérisant par une ou plusieurs dimensions externes, ou une structure interne, sur une échelle de 1 à 100 nm ». (le Règlement précise que cette définition peut évoluer avec les progrès dans la connaissance ».

## Législation européenne
- Directive 76/768/CEE du Conseil du 27 juillet 1976 concernant le rapprochement des législations des États membres relatives aux produits cosmétiques (directive « Cosmétiques »)[31].
- Règlement (CE) n° 1223/2009 relatif aux produits cosmétiques[32].